# Ashfordia granulata
Ashfordia granulata is een slakkensoort uit de familie van de Hygromiidae. De wetenschappelijke naam van de soort is voor het eerst geldig gepubliceerd in 1830 door Alder.